# Communauté de communes du Val de Sèvre
La communauté de communes du Val de Sèvre est une ancienne communauté de communes française, située dans le département des Deux-Sèvres,en région Poitou-Charentes. 

## Historique
La communauté de communes du Val de Sèvre a été créée le 19 décembre 1994.
Elle a été dissoute le 31 décembre 2013. Conformément au schéma départemental de coopération intercommunale (SDCI) des Deux-Sèvres approuvé en date du 3 décembre 2012, la communauté de communes Val de Sèvre a en effet fusionné avec la communauté de communes Arc-en-Sèvre ainsi que les communes d'Avon et de Salles au 1er janvier 2014, formant la communauté de communes du Haut Val de Sèvre. 
Cet ensemble de douze communes représentait une population municipale de 8 724 habitants (selon le recensement de 2011), sur un territoire de 166,57 km2.

## Composition
Elle était composée des huit communes suivantes :
- Azay-le-Brûlé
- Bougon
- Cherveux
- Pamproux
- Sainte-Eanne
- Sainte-Néomaye
- Soudan
- Souvigné
- Saint Maixent L'école
- La Mothe Saint Heray
- Salles
- Avon